# Kosha
Según el Vedānta, la esencia espiritual humana (Ātman) se "reviste" de cinco capas o  envolturas llamadas Kosha:
1. Annamaya kosha, capa alimenticia (Anna)
2. Pranamaya kosha, capa energética (Prana)
3. Manomaya kosha, capa mental (Manas)
4. Vijñānamaya kosha, capa discerniente (Vijnana)
5. Anandamaya kosha, capa dichosa (Ananda)

Así para el Vedanta cuando el individuo se identifica con los Kosha (al caer en la ilusión de maia a través de las gunas), sin reconocer que somos realmente el Atman, es lo que nos llevaría al sufrimiento.
En cuanto a la práctica de yoga, y a raíz de la filosofía hindú, los Kosha son usados como una escalera que va desde lo más exterior del ser, hasta lo más profundo. Es decir, como una profundización hacia el estado de consciencia y claridad mental que empieza en la práctica del cuerpo físico.
Igualmente se suelen asociar con la Doctrina de los tres cuerpos del hinduismo; los cuales se indican que emanan de Brahman por avidya, ("ignorancia" o "nesciencia").